# Philopterus pavidus
Philopterus pavidus är en insektsart som först beskrevs av Zlotorzycka 1964.  Philopterus pavidus ingår i släktet fjäderlingar, och familjen fjäderlöss. Arten är reproducerande i Sverige.